# 14541 Sacrobosco
14541 Sacrobosco este o planetă minoră (asteroid), cu un diametru de 7,426 km, din centura de asteroizi. A fost descoperită pe 20 septembrie 1997 la Observatorul Kleť de Jana Tichá⁠(d) și a fost numită după Johannes de Sacrobosco⁠(d). 
Obiectul prezintă o orbită caracterizată de o semiaxă mare de 3,1158139 UAi, o excentricitate de 0,15, o înclinație de 6,28016 ° în raport cu ecliptica.